# Аткарский питомник
Атка́рский пито́мник — питомник декоративных культур в Аткарске.

## Основатели
- Директор Саратовской лесомелиоративной опытной станции инженер—агролесомелиоратор Николай Иванович Сус, впоследствии организатор и первый декан лесохозяйственного факультета Саратовского СХИ, доктор сельскохозяйственных наук, профессор, почётный академик ВАСХНИЛ.
- Инженер-агролесомелиоратор Николай Трофимович Годунов. В течение пяти лет (с 1913 по 1918) он возглавлял Аткарский питомник.

## История
Питомник был заложен по решению лесного департамента в связи с назревшими вопросами защиты почв от эрозии, закреплением подвижных песков и оврагов. Под питомник было отведено 19,8 десятин земли в трех километрах от Аткарска на берегу реки Аткары. Основной задачей питомника являлось выращивание посадочного материала для создания защитных лесных насаждений на неудобных для сельскохозяйственного пользования землях. В распоряжении Н. Т. Годунова было 19,8 десятин земли, одна лошадь, десять лопат и мотыг, плуг, соха и 4 ведра для полива сеянцев. Рабочая сила обеспечивалась за счёт крестьян из ближайших поселений, работы проводились на «урок». Уже к 1916 году выпуск посадочного материала составил 2682 тысяч сеянцев в год. Сеянцы выращивались в большом ассортименте: сосна, береза, клён американский, клён татарский, вяз, акация жёлтая, жимолость татарская.
С 1918 по 1928 год Аткарский питомник возглавлял выпускник Пензенской лесной школы — агролесомелиоратор Лукьян Андреевич Водянов. В 1918 году под его руководством был заложен дендрологический сад на площади 2,5 гектара. В 1920 году увеличилась площадь питомника до 60 гектаров. В это время Аткарский питомник вошёл в состав Саратовского краевого мелиоративного округа Центрального Управления Наркомзема РСФСР.
С 1928 по 1932 года Аткарский питомник входит в состав Нижне-Волжского краевого мелиоративного округа Центрального управления лесами СССР. В это время питомник возглавляет инженер-лесомелиоратор Михаил Иванович Фролов.
В 1932 году питомник был реорганизован в Государственный питомник № 1 Министерства коммунального хозяйства СССР. Основные площади увеличились до 214 гектаров. Потребность в посадочном материале для агролесомелиоративных работ района стал удовлетворять созданный в 1928 году Аткарский агролесхоз, который в 1932 году был реорганизован в Аткарский лесхоз. В связи с этим, Госпитомник № 1 перешёл на выпуск декоративных и плодовых культур для озеленения городов. В связи с постановлением ЦК ВКПБ о озеленении городов и реконструкцией парков и скверов, питомник резко увеличил производство декоративных, цветочных культур, сирени, роз, газонных трав.
С 1932 по 1955 руководителем хозяйства становится Борис Владимирович Руднев. В этот период увеличиваются площади дендрария и плодового сада, закладываются маточные сады, увеличивается ассортимент культивируемых растений, создается тепличное хозяйство, сиренарий и розарий. Б. В. Руднев переходит на работу в Москву. Слава Аткарского питомника облетает всю страну.
С 1955 по 1971 питомником руководит Сергей Павлович Григорьев. В это время площадь питомника увеличивается до 296 га. В 1968 году Аткарский питомник декоративного садоводства реорганизуется в Аткарский совхоз декоративных культур.
С 1972 по 1986 директором совхоза становится Антонина Владимировна Дмитриева — выпускница лесного факультета Саратовского СХИ. В это время увеличивается площадь тепличного хозяйства, совхоз стал выращивать более 80 сортов сирени, 97 сортов роз. В этот период времени совхоз «Декоративных культур» являлся постоянным участником всех выставок ВДНХ в Москве (имелся свой выставочный павильон).
В период перестройки и кризиса народного хозяйства, распада СССР, совхоз находился в стадиях неоднократных реорганизаций, что в конечном счёте привело к сокращению объёмов производства, численности работников, а в 1994 году и к ликвидации данного предприятия.
5 февраля 2002 года на базе бывшего совхоза «Декоративных культур» было организовано Аткарское сельское лесничество. Лесничим Аткарского сельского лесничества был назначен Юрий Дмитриевич Беседовский.
16 октября 2003 года на базе Аткарского сельского лесничества был создан Тургеневский сельский лесхоз, который объединил 3 района — Аткарский, Петровский и Екатериновский. В настоящее время Тургеневский межрайонный лесхоз занимается охраной, защитой и воспроизводством лесов в этих районах. Для выращивания посадочного материала необходимого для защитного лесоразведения в Тургеневском межрайонном лесхозе создан базисный питомник. Площадь посевного отделения составляет 5 га, что позволяет выращивать ежегодно до 7 млн сеянцев различных пород.
Мастером Аткарского питомника на всем протяжении существования лесхоза является Василий Степанович Ефимов. Благодаря его опыту и знаниям было заложено школьное отделение привитых форм (сирени, рябины, плодовых), создано небольшое отделение зелёного черенкования. Под его непосредственным руководством проводятся все виды уходов за посевным и школьным отделениями питомника.
27 февраля 2007 года Постановлением Губернатора Саратовской области № 77-П территория Аткарского питомника декоративных культур получила статус «Особо охраняемой территории регионального значения». Посадочный материал, выращенный в Аткарском питомнике, отправляется для озеленения Москвы, Рязани, Санкт-Петербурга, Саратова.